# 록스버리 (보스턴)

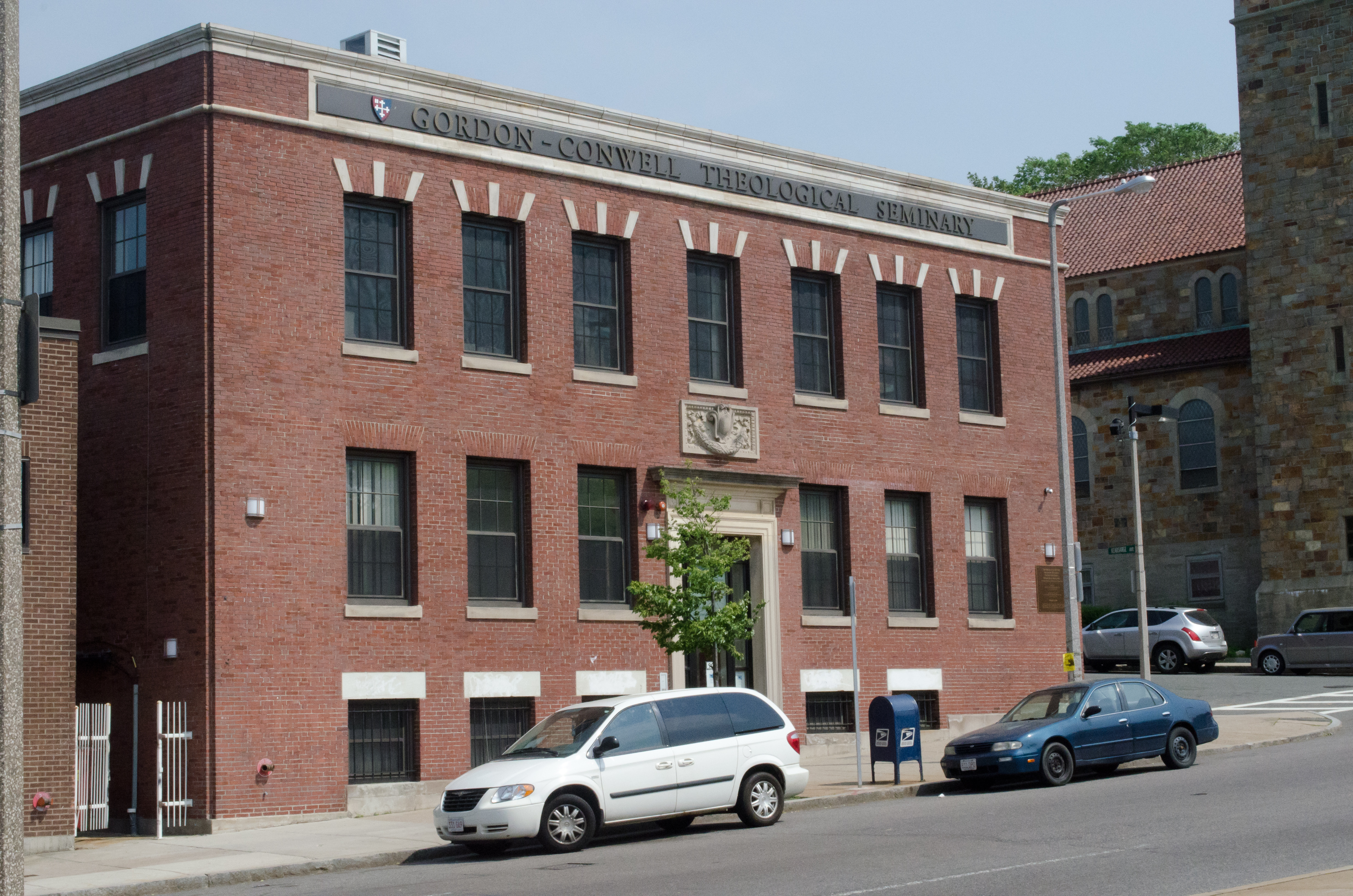
고든 콘웰 보스톤 캠퍼스 전경

록스버리(Roxbury)는 미국 매사추세츠주 보스턴시 안에 있는 군이다.  현재는 '보슨톤의 흑인 문화의 중심지'로 불린다. 이런 특징으로 '보스톤의 브롱스'라고도 불린다.
고든 콘웰 신학교의 보스톤 캠퍼스가 위치하고 있다.  1630년에 발견된 매사추세츠만 식민지의 최초의 타운 중의 하나이다.

## 역사적 인물
존 엘리엇은 1631년 영국에서 이민을 온 뒤, 이 곳에서 50년동안 목회자로 섬겼다.